# Acer dettermani
Acer dettermani — це вимерлий вид клена, описаний із серії ізольованих викопних листків. Вид відомий з відкладень пізнього еоцену до раннього олігоцену, що відкриті в штаті Аляска, США. Це один із кількох вимерлих видів із секції Macrantha.

## Опис
Листки Acer dettermani прості за будовою, з ідеальною актинодромусовою структурою жилок і, як правило, мають широко еліптичну форму. Листки неглибоко трилопатеві з бічними частками приблизно вдвічі меншими за серединну частку, а всі частки мають трикутну форму. Листя має три первинні жилки, сім-вісім вторинних жилок, а загальні розміри коливаються приблизно від 6.5 до 7.0 сантиметрів у довжину та від 4.5 до 8.0 сантиметрів у ширину. Загальна морфологія A. dettermani передбачає розміщення в секції Acer Macrantha. Це ґрунтується на неглибокій частці з дрібними зубцями однакового розміру та структурі жилок листя.